# 短花梗黄耆
短花梗黄耆（学名：Astragalus hancockii）是豆科黄芪属的植物，为中国的特有植物。分布在中国大陆的河北等地，生长于海拔1,500米至2,700米的地区，多生长在山坡、石隙以及沟旁湿处，目前尚未由人工引种栽培。